# Partícula X17
La partícula X17 es una partícula subatómica hipotética propuesta por Attila Krasznahorkay y sus colegas para explicar ciertos resultados de medición anómalos. Se ha propuesto que la partícula explique los ángulos amplios observados en las trayectorias de las partículas producidas durante una transición nuclear de átomos de berilio-8 y en átomos de helio estables. La partícula X17 podría ser el portador de fuerza para una quinta fuerza postulada, posiblemente conectada con la materia oscura, y ha sido descrita como un bosón vectorial protofóbico (es decir, ignora los protones) con una masa cercana a 17 MeV.
El experimento NA64 en el CERN busca la partícula X17 propuesta al golpear los haces de electrones del Super Proton Synchrotron en el núcleo objetivo fijo.

## Descubrimiento
En 2015, Krasznahorkay y sus colegas de ATOMKI, el Instituto Húngaro de Investigación Nuclear, postularon la existencia de un nuevo bosón ligero con una masa de aproximadamente 17 MeV (es decir, 34 veces más pesado que un electrón). En un esfuerzo por encontrar un fotón oscuro, el equipo disparó protones a objetivos delgados de litio-7, que crearon núcleos inestables de berilio-8 que luego decayeron y produjeron pares de electrones y positrones. Se observó un exceso de descomposición en un ángulo de apertura de 140° entre los e+ y e− partículas y una energía combinada de aproximadamente 17 MeV. Esto indicó que una pequeña fracción de berilio-8 podría derramar su exceso de energía en forma de una nueva partícula. El resultado fue repetido con éxito por el equipo.
Feng et al. (2016) propuso que un bosón X protofóbico, con una masa de 16,7 MeV, acoplamientos suprimidos a protones en relación con neutrones y electrones en el rango del femtómetro, podría explicar los datos. La fuerza puede explicar la anomalía del muón g-2 y proporcionar un candidato a materia oscura. A partir de 2019, se están realizando varios experimentos de investigación para intentar validar o refutar estos resultados.
Krasznahorkay publicó una prepublicación anunciando que él y su equipo en ATOMKI habían observado con éxito las mismas anomalías en la desintegración de átomos de helio estables que se habían observado en el berilio-8, fortaleciendo el caso de la existencia del X‑ 17 partículas. Esto se cubrió en el periodismo científico, centrándose en gran medida en las implicaciones que tendría la existencia de la partícula X-17 y una quinta fuerza correspondiente en la búsqueda de materia oscura.